# Скордиски
Скордиските (на старогръцки: Σκορδίσκοι; на латински: Scordisci) са келтско племе населявало в Античността южните части на Среднодунавската низина, при вливането на Сава и Драва в Дунав. В началото на III век пр. Хр. те създават своя държава, към която по-късно са присъединени големи части от Поморавието. През 15 година пр. Хр. са окончателно покорени от Римската империя.